# 官字井站
官字井站是位于中国吉林省乾安县官字井村的一个铁路车站，邮政编码131402。车站建于1966年，有通让铁路经过该站，现仅办理客运，不办理货运业务，车站及其上下行区间均未电气化。车站距离通辽站208公里，隶属沈阳铁路局，是五等站。